# Красный Яр (Козульский район)
Красный Яр — деревня в Козульском районе Красноярского края России. Входит в состав Балахтонского сельсовета. Находится к востоку от реки Чулым, примерно в 27 км к юго-западу от районного центра, посёлка Козулька, на высоте 249 метров над уровнем моря.

## Население
| 2010 |
| ---- |
| 77   |

По данным Всероссийской переписи, в 2010 году численность населения деревни составляла 77 человек (43 мужчины и 34 женщины).

## Улицы
Уличная сеть деревни состоит из 3 улиц.